# Vùng biển khơi tăm tối
Vùng biển khơi tăm tối hay vùng rãnh (tiếng Anh: hadal zone hoặc hadopelagic zone, được đặt theo Hades, vị thần cai quản địa ngục trong thần thoại Hy Lạp) là vùng rãnh sâu nhất của đại dương. Vùng này bao gồm những khu vực có độ sâu từ 6.000 mét (20.000 ft) cho tới đáy của đại dương. Vùng biến khơi tăm tối là nơi có mật độ và sự đa dạng sống của các loài sinh vật biển vào mức thấp nhất.

## Điều kiện

Vùng biến khơi tăm tối (hadopelagic) là phần sâu nhất của môi trường biển

Người ta cho rằng hầu hết sự sống ở độ sâu này đều được duy trì bởi tuyết biển hoặc các phản ứng hóa học xung quanh các miệng phun thủy nhiệt. Mật độ dinh dưỡng thấp, áp lực nước cực mạnh cùng với việc không có ánh sáng chiếu tới đã tạo nên điều kiện sống bất lợi làm cho nơi đây có rất ít các loài sinh vật có khả năng tồn tại. Vì ánh sáng mặt trời không chạm được đến tầng nước này, các giống loài vùng biển sâu đã thích ứng, giảm bớt thị lực, chỉ sử dụng những con mắt rất lớn để nhận biết ánh sáng từ các phát quang sinh học.
Những sinh vật sống thường thấy ở khu vực này là sứa, cá rắn Viper, giun ống và hải sâm. Vùng biến khơi tăm tối có thể mở rộng xuống dưới 6.000 mét (20.000 ft) sâu; vùng sâu nhất con người biết đến lên tới 10,911 mét (35,80 ft). Tại những độ sâu như thế (ví dụ như tại độ sâu 11,000 mét dưới mực nước biển) áp lực nước của vùng biến khơi tăm tối lên tới 1.100 atmôtphe chuẩn (110 MPa; 16.000 psi).

## Khám phá
Năm 1960, Jacques Piccard và Don Walsh đã tới được đáy của Rãnh Mariana, rãnh đại dương sâu nhất của Trái đất, để quan sát sự sống tại đây. James Cameron cũng tới được đáy rãnh này vào năm 2012 nhờ tàu lặn Deepsea Challenger.